# Гай Флавий Фимбрия (легат)
Вижте пояснителната страница за други личности с името Гай Флавий Фимбрия.
Гай Флавий Фимбрия (на латински: Gaius Flavius Fimbria † 84 пр.н.е.) е римски политик и пълководец, легат на консула Луций Валерий Флак в Азия (86 пр.н.е.) и яростен привърженик на Гай Марий. Той се сражава по времето на Първата Митридатова война.

## Биография
Фимбрия е син на Гай Флавий Фимбрия – консул през 104 пр.н.е. заедно с Гай Марий.
През 87 пр.н.е. Фимбрия (синът) като военен трибун или praefectus equitum (кавалерийски командир) командва конен ескадрон, който убива по-възрастния син на Публий Лициний Крас, консул през 97 пр.н.е. и баща на бъдещия триумвир Марк Лициний Крас. След убийството на синът му консулът Крас се самоубива. Фимбрия също така вероятно е отговорен и за убийства на няколко члена на родът Юлии.
През 86 пр.н.е. Фимбрия е изпратен в провинцията в Азия като легат на Луций Валерий Флак (суфектконсул 86 пр.н.е.), но се скарва с него и е освободен от длъжност. Възползвайки се от отсъствието на Флак в Халкедон и недоволството предизвикано от алчността и строгостта на консула, Фимбрия разпалва бунт сред войниците и убива Флак в Никомедия. След това поема командването на армията и провежда няколко успешни битки срещу Митридат VI. Дори обсажда Митридат в Еолида (Αίολίς) и със сигурност щял да го плени, но му трябвал флот за да попречи на Митридат да избяга по море. Фимбрия се обръща с искане към Лукул да дойде с флотата за да блокира бягството на понтийския монарх, но Сула изглежда е провеждал по това време преговори с Митридат за прекратяване на войната и Лукул не се отзовава.
Фимбрия третирал изключително жестоко всички хора в Азия, които се разбунтували срещу Рим или били на страната на Сула. Опитвайки се да спечели достъп до Илион декларирал, че като римлянин щял да се отнесе приятелски – след това избил жителите и разрушил мястото до основи. През 84 пр.н.е. Сула преминава от Гърция в Азия и сключвайки мирен договор с Митридат, обръща силите си срещу Фимбрия. Когато войските на Сула пристигат в лагера на Фимбрия, войниците му приятелски се присъединили към Сула. Битка не се състояла, а Фимбрия виждайки предателството на собствената си армия се самоубива. Войниците от бившите сили на Фимбрия са оставени в Азия до края на Третата Митридатова война.